# Corbin Bleu
Corbin Bleu Reivers là diễn viên, ca sĩ, người mẫu vũ công người Mỹ sinh ngày 21 tháng 2 năm 1989. Nổi tiếng với vai Chad Danforth trong phim High School Musical 1 và 2.

## Sự nghiệp
Năm 2006 đóng phim High School Musical. Sau khi hai cô bạn Ashley Tisdale và Vanessa Anne Hudgens đã xông xáo cho ra mắt album đầu tay, 1 tháng 5 năm 2007 Corbin ra album đầu tay Another side. 15 tháng 5 năm 2007, Corbin theo dàn diễn viên 'High School Musical' trong tour khắp châu Mỹ La tinh. Sau thành công vang dội của phim High School Musical, Disney thấy anh có tố chất làm ca sĩ và có tài nhảy rất đẹp nên đã mời anh tham gia phim 'Jump in'.Trong phim Corbin được đóng cùng cha là 'David Reivers' và đương nhiên anh cũng hát một số ca khúc trong phim. Trong năm 2007 sau sự thành công của phần một, Disney quyết định làm phần hai của 'High school musical' và tất nhiên Corbin Bleu sẽ có cơ hội tỏa sáng thêm một lần nữa.

## Âm nhạc

### Album
| Thông tin |
| --- |
| Another Side - Phát hành: 1 tháng 5 năm 2007 (Mỹ) - Hãng thu âm: Hollywood Records - Vị trí trên bảng xếp hạngs: #36 US Billboard 200 - Mỹ sales: 105.000 - RIAA certification: - Singles: - 2006: "Push It to the Limit" - 2007: "Deal With It" - 2007: "She Could Be" |

### Nhạc phim
| Thông tin |
| --- |
| Jump In! - Phát hành: 9 tháng 1 năm 2007 (Mỹ) - Hãng thu âm: Walt Disney Records - Vị trí trên bảng xếp hạng: #3 (Mỹ) - Doanh thu tại Mỹ: 442.407 - RIAA certification: Gold - Singles: - 2006: "Push It to the Limit" (November 24) (Performed by: Corbin Bleu) |
| High School Musical - Phát hành: 10 tháng 1 2006 (Mỹ) - Hãng thu âm: Walt Disney Records - Vị trí trên bảng xếp hạng: #1 (Mỹ - 2 tuần) - Doanh thu tại Mỹ: 4.100.000+ - RIAA certification: 4x Platinum - Singles với Corbin Bleu: - 2006: "Get'cha Head in the Game" - 2006: "Stick to the Status Quo" - 2006: "We're All in This Together"                                                        |
| 'High School Musical 2 Soundtrack - Phát hành: 14 tháng 8 2007 (Mỹ) - Hãng thu âm: Walt Disney Records - Vị trí trên bảng xếp hạng: #1 (Mỹ - 2 tuần) - Doanh thu tại Mỹ: 982.806 (vào tháng 8 năm 2007) - RIAA certification: Unknown - Singes feat. Corbin Bleu: - 2007: "What Time Is It? (Summertime!)" - 2007: "I Don't Dance" - 2007: "Everyday" - 2007: "All for One" - 2007: "Work This Out" |

### Các đĩa đơn
| Năm                    | Album                   | Mỹ | iTunes |
| ---------------------- | ----------------------- | -- | ------ |
| "Push It to the Limit" | Jump In! & Another Side | 17 | 1      |
| "Deal With It"         | Another Side            | 87 | 90     |

### Bài hát khác
- 2007: "Two Worlds" - from Disneymania 5

"This Chirstmastime" - from A Disney Channel Holiday
- 2006: "Circles" - Flight 29 Down
- 2006: "Homework" - Another Side

"Marchin" - Another Side
"Never Met a Girl Like You" - Another Side